# Бенжамен-Констан, Жан-Жозеф
Бенжамен-Констан (фр. Benjamin-Constant), собственно Жан-Жозеф Констан (фр. Jean-Joseph Constant; 10 июня 1845, Париж — 26 мая 1902, там же) — французский живописец и график, крупный представитель парижского академизма первых десятилетий Третьей республики, художественный публицист и педагог; мастер жанровой картины на ориентальную тематику, также работал как портретист и исторический живописец. Член Института Франции — Академии изящных искусств по классу живописи (с 1893; на кресле № 2).

## Жизнь и творчество
У Ж.-Ж. Констана, когда он был в двухлетнем возрасте, умерла мать и в дальнейшем он воспитывался у своей тётки в Тулузе. Изучал рисование в местной Школе изящных искусств под руководством Жюля Гарипюи. При помощи своего учителя в 1866 году Констан поступил в парижскую Школу изящных искусств, где учился в том числе в классе Александра Кабанеля. В 1870 году он совместно со своим другом, художником Жоржем Клереном, совершает учебную поездку по Испании. Вынужденные вернуться во Францию в связи с франко-прусской войной 1870—1871 годов, они после её окончания предпринимают длительное путешествие по Марокко.
В 1888 году Ж.-Ж. Констан заступает в академии Жюлиана на место скончавшегося профессора Гюстава Буланже, и в 1893 году становится членом парижской Академии изящных искусств. Художник принимает участие и выставляет свои полотна на ежегодных экспозициях Парижского салона. В 1896 году ему присуждается почётная медаль Салона за картину «Мой сын Андре».
Раннее творчество Ж.-Ж. Бенжамена-Констана, особенно картины, созданные под впечатлениями поездки в Испанию, имеет отпечаток романтизма и в нём ясно ощущается влияние работ Эжена Делакруа. Более поздние произведения, начиная от написанных во время поездки в Марокко, ставят художника в ряд крупнейших ориенталистов Франции. Был очень популярен также как талантливый художник-портретист. Среди портретов, написанных Ж.-Ж. Бенжаменом-Констаном, следует отметить таковые папы Льва XIII и королевы Великобритании Александры. Занимался также декоративной росписью и монументальной живописью (в Сорбонне, парижской Опере, мэрии Парижа и др.).

## Известные ученики
- Луи Абель-Трюше
- Альф Валландер
- Цецилия Куцеску-Шторк

## Галерея

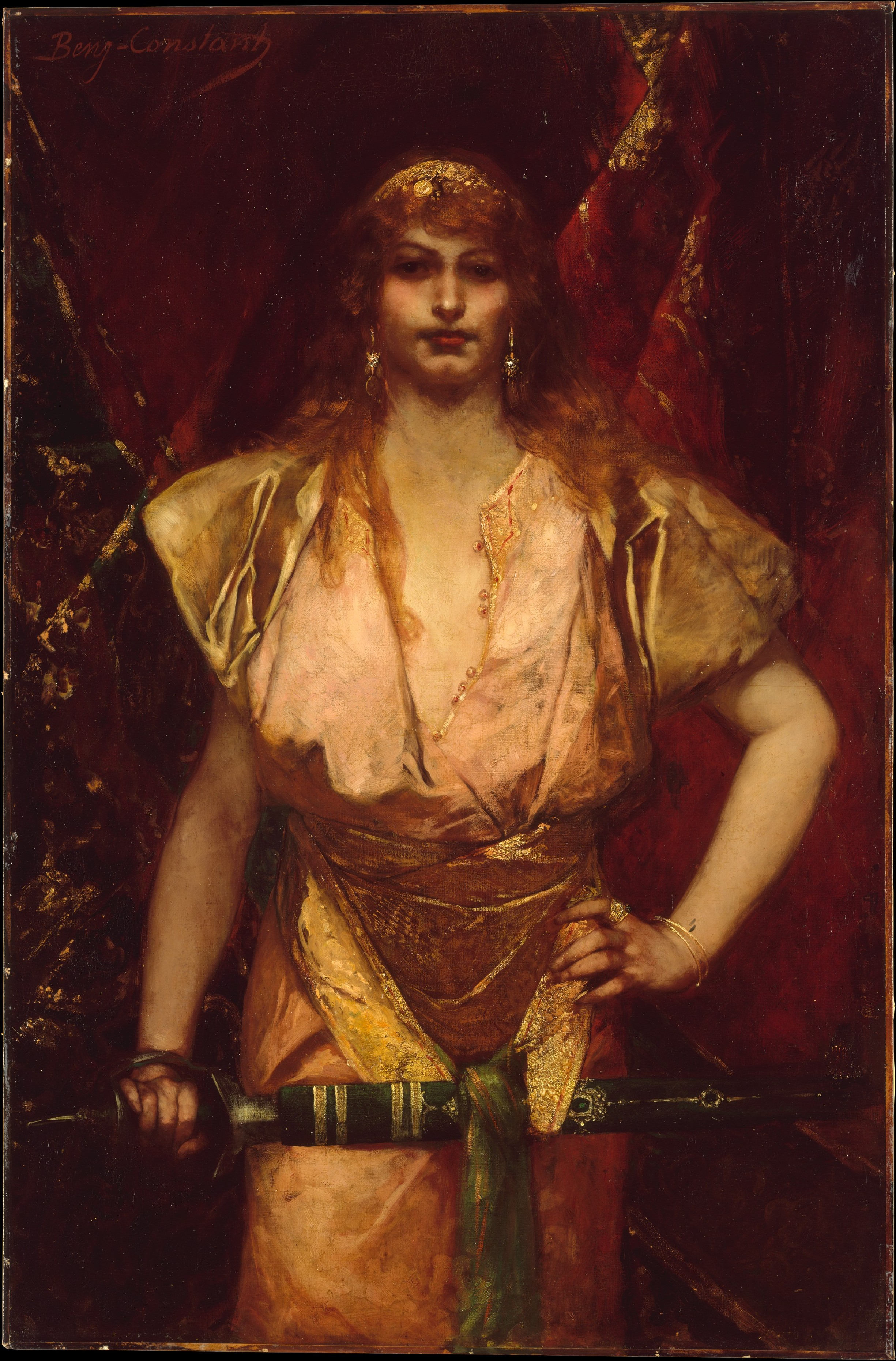
Юдифь. 1886 Метрополитен-музей, Нью-Йорк
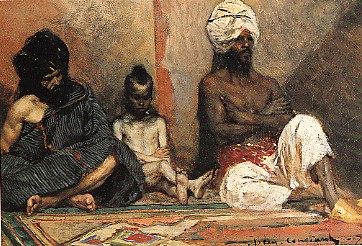
Сидящие арабы. 1877 Музей Дахеша[англ.], Нью-Йорк
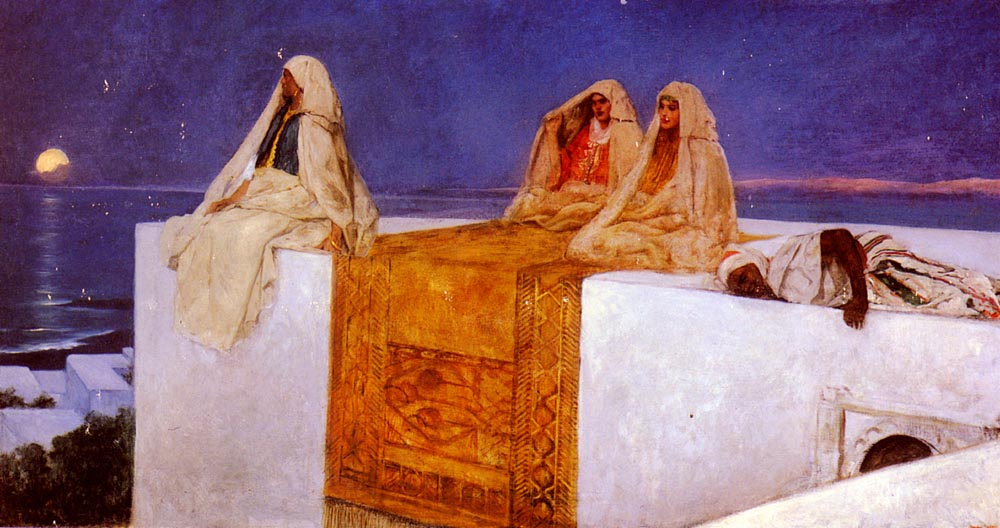
Арабские ночи Частное собрание
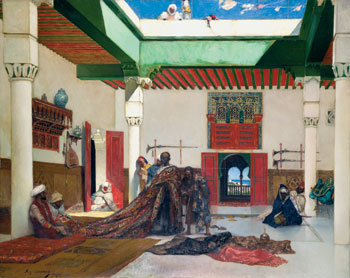
Рынок ковров в Танжере. 1883 Частное собрание
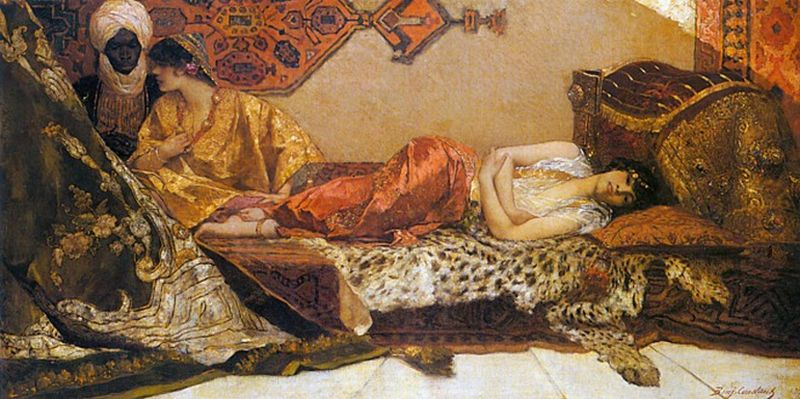
Одалиска. 1882 Частное собрание
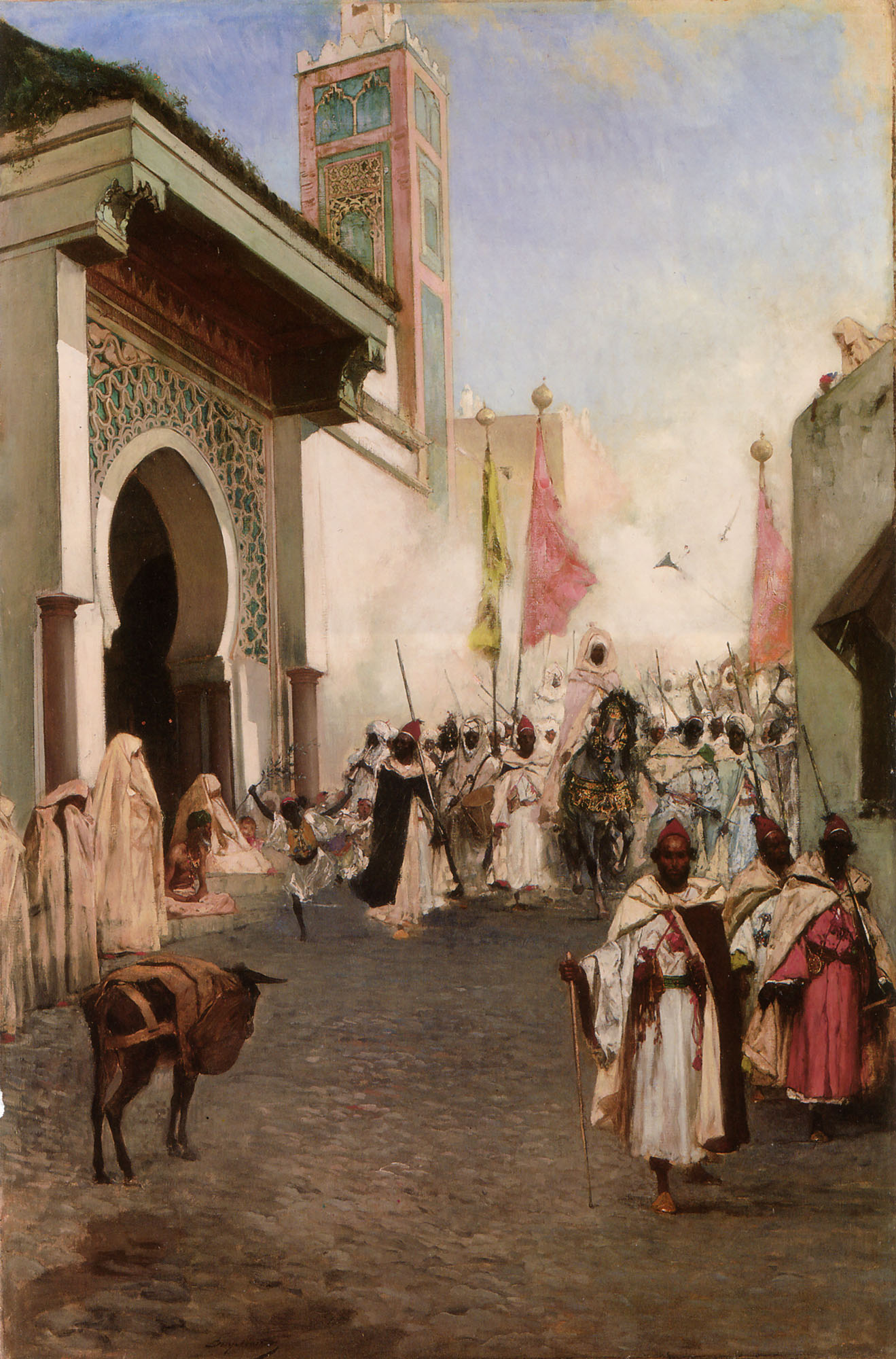
Процессия марокканского короля Частное собрание
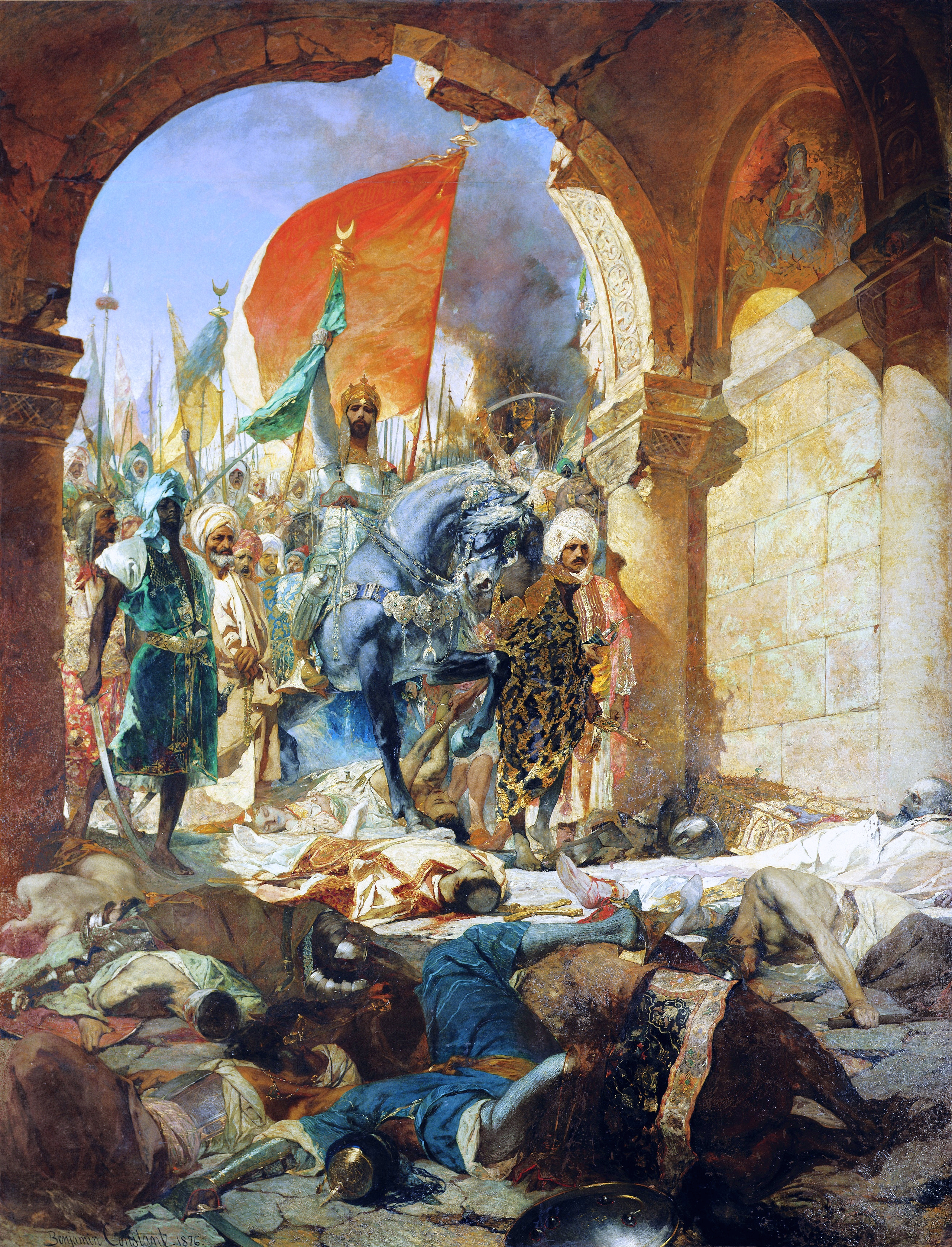
Вступление Мехмеда II в Константинополь. 1876 Музей августинцев[фр.], Тулуза
Фаворитка эмира. 1879 Национальная галерея искусства, Вашингтон
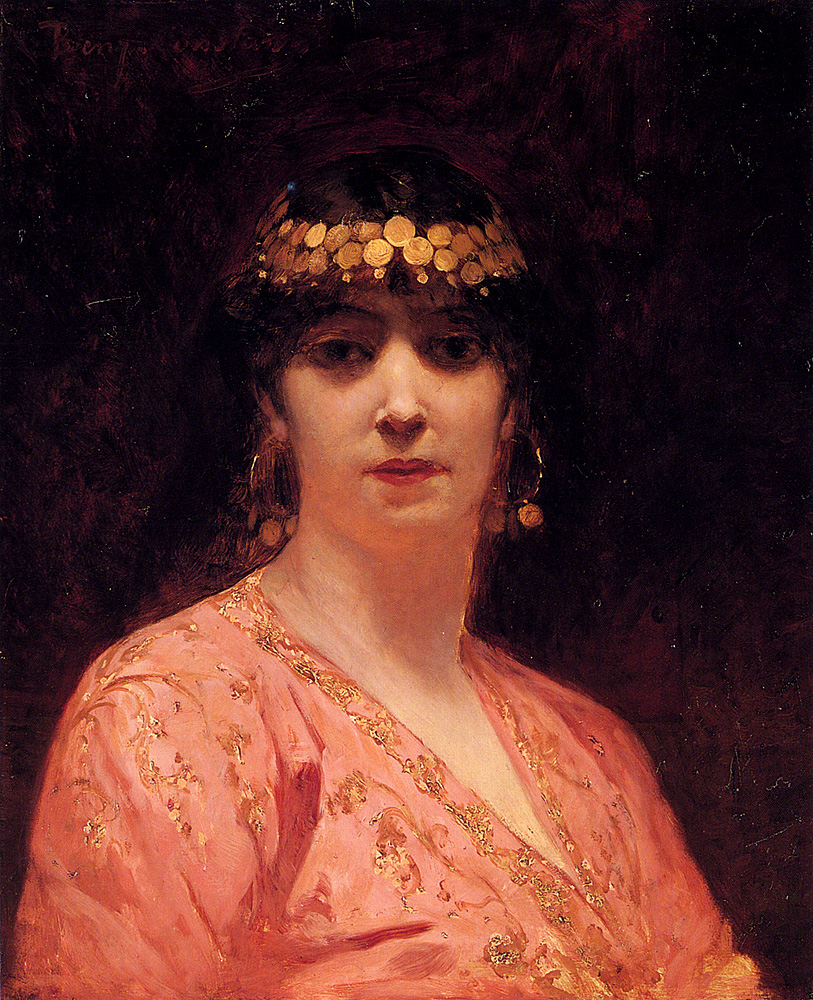
Портрет арабской женщины. Частное собрание
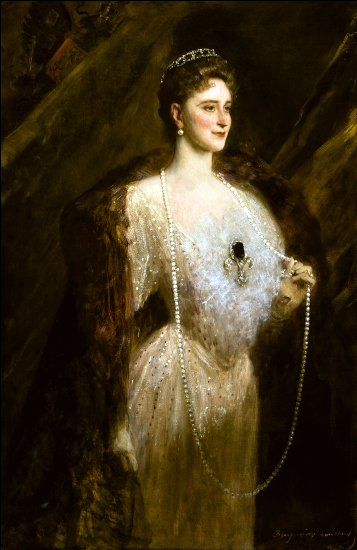
Портрет великой княгини Елизаветы Федоровны. 1900 Национальный музей искусств Азербайджана, Баку
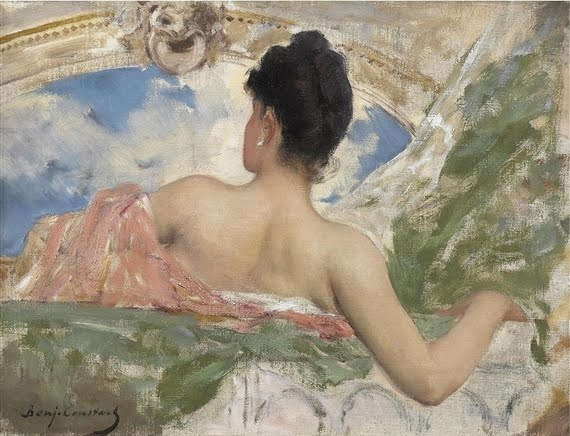
Фигура в Парижской Опере. Набросок